# I fratelli Sisters
I fratelli Sisters (The Sisters Brothers) è un film del 2018 diretto da Jacques Audiard, al suo primo film in lingua inglese.
La pellicola, adattamento cinematografico del romanzo del 2011 Arrivano i Sister scritto da Patrick deWitt, ha come protagonisti John C. Reilly, Joaquin Phoenix, Jake Gyllenhaal e Riz Ahmed.

## Trama
Oregon, 1851. Due fratelli, Charlie ed Eli Sisters, il primo impulsivo, scontroso, amante di vino e donne, il secondo più riflessivo e sensibile, lavorano insieme, ma non vanno sempre d'accordo, così battibecchi ed incomprensioni sono all'ordine del giorno. I Sisters lavorano per conto di un ricco uomo d'affari, che si fa chiamare Commodoro, per eliminare i suoi nemici in modo veloce ed efficace. L'ultimo compito dei Sisters consiste nel far sparire Hermann Warm, un chimico, accusato di aver rubato dal Commodoro, che contatta ulteriormente il detective privato John Morris per catturare Warm e incontrarsi con i fratelli per giustiziarlo.
Morris incontra Warm che viaggia con una carovana diretta per la California all'apice della corsa all'oro e stringe amicizia con lui. Giunti a Jacksonville, dove Morris intende consegnare Warm ai fratelli, Warm scopre le vere intenzioni di Morris e lo minaccia con una pistola, ma Morris lo sconfigge e a quel punto Warm rivela di avere creato una formula chimica che gli permette di individuare l'oro dai letti dei fiumi; i Sisters sono stati inviati per estorcergliela torturandolo, prima di ucciderlo. Non volendo permettere la morte di un innocente, Morris decide di ribellarsi agli ordini imposti dal Commodoro e lascia Jacksonville con Warm. Mentre viaggiano per San Francisco, Warm confida a Morris il suo desiderio di creare una società utopica, libera dall'avidità e dai difetti che tormentano le altre località del West.
Nel frattempo, il tragitto dei Sisters è afflitto da infortuni; un orso grizzly attacca il loro accampamento e ferisce un cavallo, Eli rischia la morte dopo essere stato morso in bocca da un ragno velenoso e Charlie si ubriaca troppo spesso per poter riuscire a proseguire senza impicci. Quando giungono a Jacksonville e scoprono il tradimento di Morris, i Sisters partono al loro inseguimento e giungono a una locanda a Mayfield, dove la proprietaria nega di averli visti passare e accoglie i fratelli calorosamente. Una prostituta però decide di avvertire Eli di un attacco a sorpresa, quindi quest'ultimo tenta di scappare con Charlie in stato di ebbrezza. Quando vengono circondati da dei pistoleri assunti dalla signora Mayfield, i Sisters si difendono rispondendo al fuoco e interrogano Mayfield per farsi dire la meta di Morris e di Warm, prima di ucciderla e derubarla.
A San Francisco, Eli inizia a litigare con Charlie affermando di preferire mollare il caso e ritirarsi, ma Charlie rifiuta rabbiosamente la proposta. Il giorno seguente, infatti, Charlie rivela di avere individuato una rivendicazione territoriale nel nome di Morris, ed Eli accetta di portare a termine la loro ultima missione. Tuttavia i Sisters vengono catturati da Morris e Warm, che vengono in seguito intercettati da degli uomini di Mayfield, mandati da lei prima della sua morte per prendersi la formula. I quattro uniscono le forze per uccidere gli uomini di Mayfield, poi i Sisters accettano di aiutarli a trovare l'oro in cambio della metà del raccolto. I quattro uomini iniziano a conoscersi intimamente; Morris e Warm pianificano di erigere un falansterio a Dallas, mentre Eli spiega che Charlie ha ucciso il loro padre abusivo e alcolista quando erano giovani, ed Eli svolge con riluttanza lo stesso mestiere di Charlie per seguirlo e proteggerlo dalle sue tendenze violente.
Durante la costruzione di una piccola diga per recuperare l'oro, Eli scopre che il suo cavallo è morto per via della ferita inferitagli dall'orso che si era infettata. Completata la diga, Warm spiega che quando la sua formula chimica viene aggiunta all'acqua, fa brillare brevemente l'oro allo stato grezzo, ma è estremamente caustica. Gli uomini versano la formula nel fiume e iniziano a raccogliere l'oro. Quando il bagliore inizia a svanire, Charlie si fa prendere dal panico e cerca di aggiungere altra formula, ma versa la sostanza non diluita sulla sua mano e nel fiume. Eli si precipita fuori dal fiume per trattenere Charlie, mentre la formula non diluita corrode gravemente Warm e Morris, rimasti in acqua. Il giorno successivo, Warm soccombe alle ferite mentre Morris si spara per porre fine al dolore. Charlie si fa amputare il braccio disciolto e Eli lo protegge uccidendo dei pistoleri inviati dal Commodoro, e Charlie stabilisce che devono ucciderlo.
Tornati a Oregon City, tuttavia, scoprono che il Commodoro è deceduto. I Sisters si recano al funerale del Commodoro ed Eli tira un pugno al suo cadavere per accertarsi che sia morto. Infine i fratelli decidono di ritirarsi andando a vivere con la loro madre. Benché inizialmente diffidente, la donna li accetta in casa.

## Produzione
Nel novembre 2011 i diritti cinematografici del romanzo vengono acquistati da John C. Reilly, che sarà anche uno dei protagonisti del film, oltre che produttore. Quattro anni dopo, nell'agosto 2015, Jacques Audiard annuncia che sarà il regista del film.

### Cast
Il 25 aprile 2016 Joaquin Phoenix si unisce al progetto, mentre Jake Gyllenhaal e Riz Ahmed entrano nel cast rispettivamente nel febbraio e nell'aprile 2017.

### Riprese
Le riprese del film iniziano nel giugno 2017 nella città di Almería e proseguono poi tra Tabernas, Navarra ed Aragona.
Il budget del film è stato di 18 milioni di dollari.

## Promozione
Il primo trailer del film viene diffuso il 24 maggio 2018.

## Distribuzione
Il film è stato presentato in anteprima e in concorso alla 75ª edizione della Mostra internazionale d'arte cinematografica di Venezia il 2 settembre 2018. È stato distribuito nelle sale cinematografiche statunitensi a partire dal 21 settembre 2018, ed in quelle italiane dal 2 maggio 2019.

### Divieti
Negli Stati Uniti il film è stato vietato ai minori di 17 anni per la presenza di "violenza, immagini disturbanti, contenuti sessuali e linguaggio non adatto".

## Riconoscimenti
- 2018 - Mostra internazionale d'arte cinematografica[9][12]
  - Leone d'argento per la miglior regia a Jacques Audiard
  - In competizione per il Leone d'oro al miglior film
- 2018 - San Diego Film Critics Society Awards[13]
  - Body of Work a John C. Reilly
  - Candidatura per il miglior attore a John C. Reilly
- 2018 - Toronto International Film Festival
  - Candidatura per il premio del pubblico
- 2019 - Premio César[14][15]
  - Miglior regista a Jacques Audiard
  - Migliore fotografia a Benoît Debie
  - Migliore scenografia a Michel Barthélémy
  - Miglior sonoro a Brigitte Taillandier, Valérie de Loof e Cyril Holtz
  - Candidatura per il miglior film
  - Candidatura per il miglior adattamento a Jacques Audiard e Thomas Bidegain
  - Candidatura per il miglior montaggio a Juliette Welfling
  - Candidatura per i migliori costumi a Milena Canonero
  - Candidatura per la migliore musica a Alexandre Desplat
- 2019 - Satellite Award[16]
  - Candidatura per la miglior colonna sonora originale ad Alexandre Desplat
- 2020 - Premio Magritte[17]
  - Candidatura per il miglior film straniero in coproduzione
  - Candidatura per la miglior fotografia a Benoît Debie